# Serviço Postal da Coreia do Norte
O Serviço Postal da Coreia do Norte (Chosŏn'gŭl: 조선의 체신체계; MR: Chosŏnŭi ch'e*sinch'ekye) ou Correio Coreano (Chosŏn'gŭl: 조선 우편; MR: Chosŏn upyŏn) é operado pelo Ministério dos Correios e Telecomunicações e pelo Bureau de Manutenção de Comunicação, que supervisiona as comunicações postais, telegramas, serviços telefônicos, programas de TV, jornais e outros assuntos relacionados.

## História

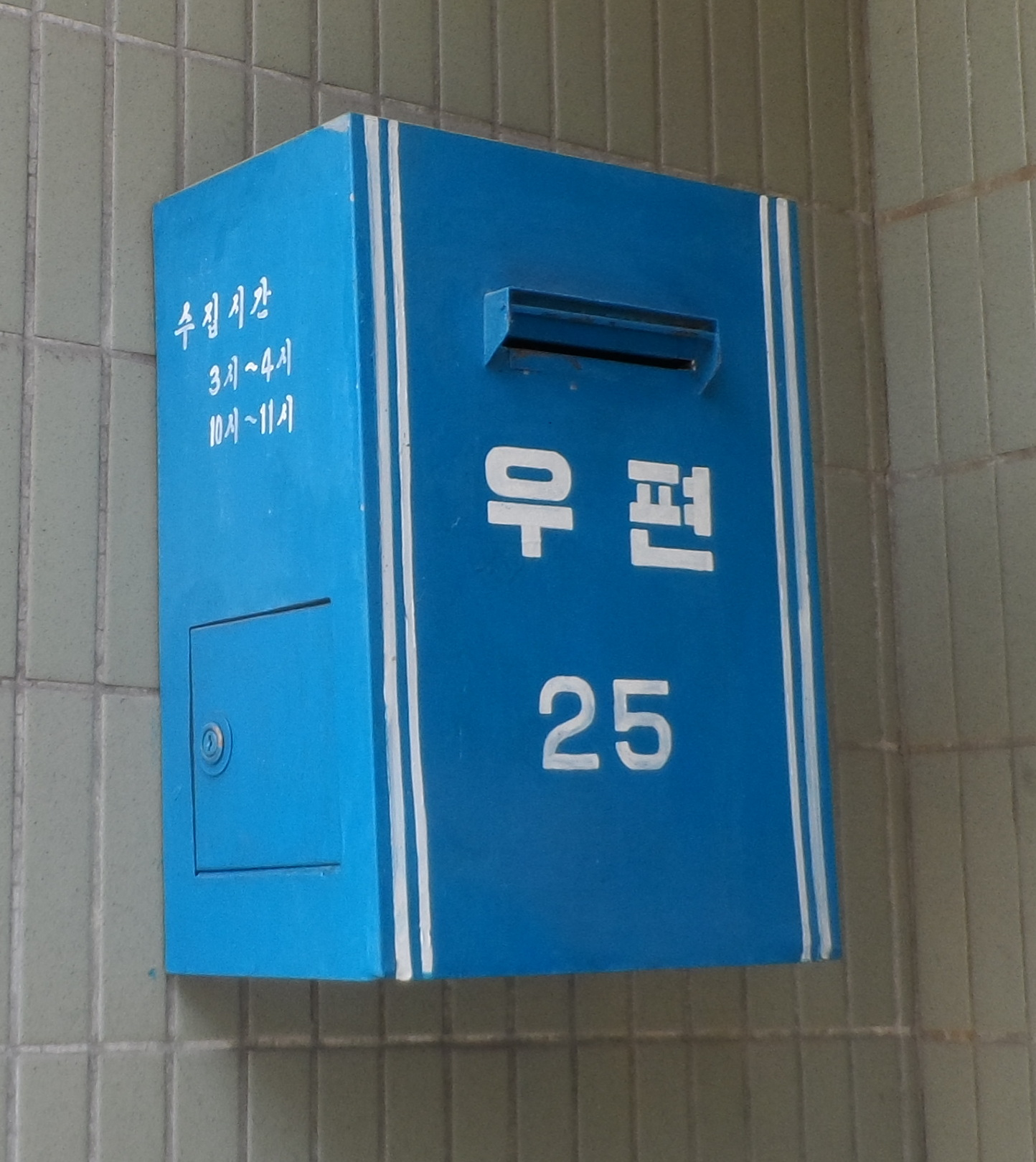
Caixa de correio em Pyongyang

Como acontece com grande parte da Coreia do Norte, as informações internas sobre o serviço postal são difíceis de obter e o que se aprende geralmente vem de histórias de desertores norte-coreanos, o número limitado de atividades comerciais internacionais e um punhado de institutos de pesquisa norte-coreanos.
Antes da grande fome na década de 1990, o serviço de telegrama geralmente demorava menos de uma semana e o governo fornecia bicicletas aos escritórios para garantir a entrega. No entanto, durante a fome, a entrega postal tornou-se cada vez mais esporádica devido à escassez de alimentos, eletricidade e combustível. Em alguns casos, demorou mais de um mês para que uma carta fosse enviada do norte do país para Pyongyang, que fica a apenas algumas centenas de quilômetros de distância e há rumores de que, às vezes, os funcionários dos trens queimavam as cartas para se aquecer.
Em 1992, todos os funcionários de alto escalão foram demitidos, com o ministro e o vice-ministro e suas famílias sendo presos e enviados para campos de prisioneiros por desfalque, e desperdiçando fundos na compra equipamento de produção de fibra óptica quebrado do Reino Unido. Desde 1993, existe um serviço de telefonia por fibra ótica disponível nas localidades, que os moradores chamam de "telefone leve". Isso reduziu a dependência dos cidadãos em telegramas e cartas.

## Sistema postal
Cada província tem uma sucursal do Ministério dos Correios e Telecomunicações e cada "Ri" (vila) possui um posto de correio para entrega de cartas, pacotes e telegramas. Agentes da Agência de Segurança Nacional da Coreia do Norte estão posicionados no escritório do Ministério para inspecionar a correspondência e monitorar os residentes.
Apesar de ter um sistema postal e outras organizações de comunicação administradas pelo estado, o boca a boca continua sendo a forma mais comum de divulgação de informações por todo o país.

## Internacional
Não existem serviços postais entre o Norte e a Coreia do Sul. A Coreia do Norte está sob várias sanções econômicas que limitam severamente o que pode ser legalmente enviado ao país. Nos Estados Unidos, qualquer correspondência é regulamentada pelo Office of Foreign Assets Control e limita a correspondência a cartas/cartões postais de primeira classe e assuntos para cegos. Todas as mercadorias, moedas, metais preciosos, joias, materiais químicos/biológicos/radioativos e outros são proibidos.